# Оксиарт
Оксиарт (на старогръцки: Oxyártēs, Oxyartes, на персийски: وخش‌ارد (Vaxš-ard) е бактрийски владетел през ІV век пр. Хр. по времето на Александър Македонски, на когото дава дъщеря си Роксана за жена.
Оксиарт е първо в Согдиана (329 г. пр. Хр.) в свитата на Бес, убиецът на персийския цар Дарий III и е противник на Александър, от когото тръбвало да се оттегли в Бактрия. За да опази семейството си от наближаващия Александър, той изпраща жена си и децата си на сигурните Согдийски скали. Александър превзема крепостта и пленява Роксана. Тогава Оксиарт се подчинява на Александър и омъжва дъщеря си Роксана за него през пролетта 327 г. пр. Хр. или 328 г. пр. Хр.
Оксиарт придружава Александър в похода му до Индия и след смъртта на Филип през 326 г. пр. Хр. е назначен за сатрап на провинция Гандхара. На следващата 325 г. пр. Хр., след свалянето на Тирисп, той получава и провинция Паропамисада (Хиндукуш) в днешен Афганистан. Двете провинции той задържа и след смъртта на Александър Македонски през 323 г. пр. Хр. През Диадохските войни той поддържа първо Евмен, а след неговата смърт той отива към Антигон Монофталм.
Оксиарт умира вероятно преди индийския поход на Селевк I.